# Central Provinces

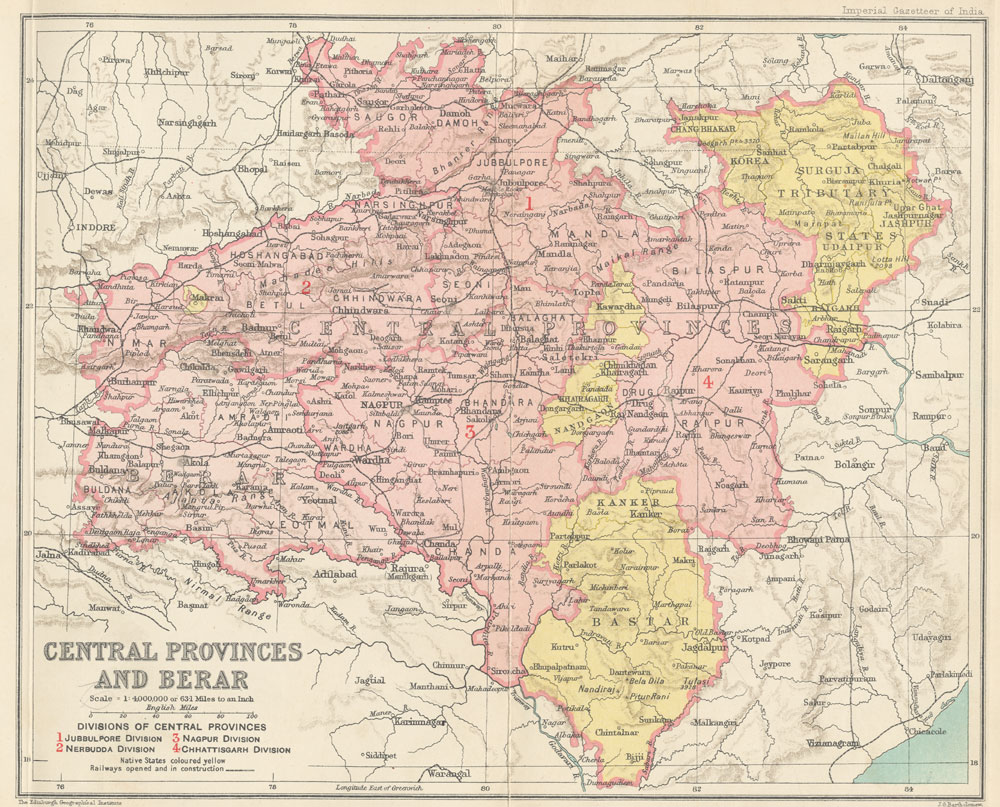
Einteilung 1909

Die Central Provinces (C. P.) waren eine 1861 geschaffene Provinz Britisch-Indiens, die sich ungefähr zwischen 17° 47' und 24° 27' N sowie  75° 57' und 84° 24' O erstreckte. Von ihren 292.265 km² standen 211.800 km² unter direkter kolonialer Verwaltung, der Rest setzte sich aus Fürstenstaaten zusammen. Das Gebiet liegt im Wesentlichen auf drei hügeligen Plateaus mit Höhen von durchschnittlich 500 bis 700 Metern, die durch breite Täler, u. a. dem des bei Jabalpur entspringenden Narmada, Mahanadi und des Indrawati, unterbrochen werden. Richtung Chhattisgarh fällt es zur Ebene hin ab. Zur Kolonialzeit bestanden noch weit reichende, schwer zugängliche Dschungel, die das Rückzugsgebiet von Stämmen waren, unter denen im Osten das Volk der Gond dominierte, daher auch der alte Name dieser Region Gondwana. Die ethnische und linguistische Struktur war jedoch extrem divers.
Nach der Angliederung der seit 1903 von den Briten verwalteten Berar Province im Jahre 1936 hieß die Provinz bis 1950 Central Provinces and Berar. Nach der Unabhängigkeit Indiens 1947 wurden kleinere Fürstenstaaten an die Provinz angeschlossen und das Gebiet wurde 1950 unter dem Namen Madhya Pradesh ein Bundesstaat der neu gegründeten Republik Indien. Bei der administrativen Neuordnung und der Schaffung von Bundesstaaten entlang linguistischer Grenzen im States Reorganisation Act 1956 trat Madhya Pradesh die Region Vidarbha an den Bundesstaat Bombay ab und wurde andererseits durch angrenzende Gebiete im Norden und Westen vergrößert. 2001 wurde der Ostteil von Madhya Pradesh unter dem Namen Chhattisgarh ein eigenständiger Bundesstaat.

## Geschichte
Die Ostindische Kompanie erwarb Teile der Gebiete nach 1795. Die mächtigsten Marathen-Herrscher der Region waren die seit 1740 expandierenden Rajas von Nagpur der Bhonsla-Dynastie. Die zweite bedeutende Macht war Peshwa. Nach dem verlorenen zweiten Marathenkrieg musste Nagpur Teile Orissas abtreten. Nach dem dritten Marathenkrieg verloren sie die Territorien von Sagar und Narbada, ein Teil Peshwas war bereits seit 1817 unter britischer Kontrolle. Der minderjährige Raghuji III. von Nagpur stand 1818–1830 unter der Vormundschaft von Sir Richard Jenkins, das Land fiel 1853, ebenso wie Jhansi unter der Doctrine of Lapse vollkommen an die Kolonialherren. Der indische Aufstand von 1857 berührte nur den nördlichen Teil. Aus den Territorien wurden 1861 die eigentlichen so genannten Central Provinces geschaffen. Ein kleiner Teil der Central Provinces wurde 1874 Godavari (Madras Presidency) zugeschlagen. Der Nizam verpachtete auf Dauer Berar, das jedoch bis zum 1. Oktober 1903 separat verwaltet wurde und erst seit dem 24. Oktober 1936 integraler Teil der Provinz war. Es sollte auf Beschluss der mächtigen Manchester Chamber of Commerce, die die Interessen des Manchesterkapitalismus vertrat, zu einem reinen Baumwollanbaugebiet werden.

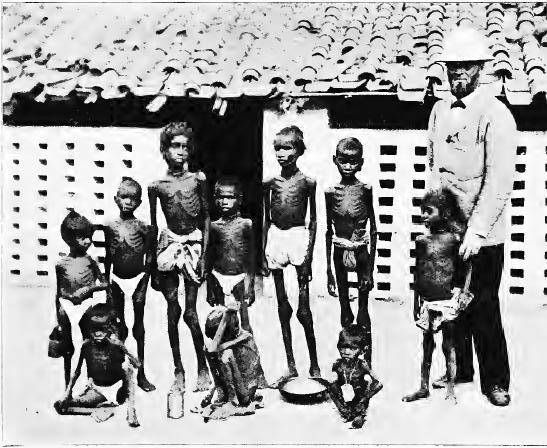
Von Missionaren in Pflege genommene verhungernde Kinder (Jabalpur, 1897)

Die Bevölkerung wuchs von 9 Mio. 1866 auf 9¼ Mio. 1872. Bei der Volkszählung 1881 wurden die Ureinwohner mit erfasst, so dass man 11½ Mio. zählte. Diese Zahl stieg in der nächsten Dekade auf 13 Mio. Nach den Hungerjahren lebten in der Region 1901 gut 11,8 Mio. Menschen. Etwa 80.000 bis 120.000 Arbeiter waren zu den Teeplantagen nach Assam abgewandert. Derartige Anwerbungen dauerten fort. Wenn man die administrative Neuordnung einrechnet, verblieben für 1905 10,8 Mio. Personen, wovon 85 % in den britisch kontrollierten Gebieten wohnten. Zu dieser Zeit gab es 55 Orte mit über 5000 Einwohnern, darunter war Nāgpur die einzige Großstadt.
1921 lebten in den Central Provinces und Berar 13,9 Mio. Menschen. Die Bevölkerungsentwicklung in den 10 nördlichen Distrikten war zwischen 1881 und 1931 statisch bzw. rückläufig, was auf die Folgen der drei verheerenden Hungersnöte zwischen 1896 und 1908 und die Influeza-Epidemie 1918/19 zurückzuführen ist.  Am 20. April 1946 erhielt man noch weitgehende Selbstbestimmungsrechte, bis der britische Teil am Unabhängigkeitstag zur indischen Union gelangte. Der De-jure-Anschluss einzelner Fürstenstaaten erfolgte im Laufe des Jahres 1948.
Etwas über 63 % der Einwohner sprachen Hindi-Dialekte oder Urdu. Marathi (20 %) herrschte in den Distrikten Wardha, Nagpur, Chanda, und Bhandara vor. Bis 1905 lag der Anteil der Sprecher von Oriya bei ca. 13½ %, nach Abtretung derer Bezirke sank deren Anteil auf 2 bis 3 %. Ansonsten waren noch Telugu, Gondi und verschiedene dravidische Dialekte verbreitet. Unter den indigenen Völkern, die zusammen ein Fünftel ausmachten, waren die Gond die dominierenden (1901: ca. 2 Mio.), die anderen wichtigen Stämme der Khond, Kawar, Baigas und Korkus hatten je 100.000 bis 170.000 Mitglieder.

## Verwaltung
Unter dem Cornwallis-Code (ab 1795) war der örtliche Magistrate (Amtsrichter) gleichzeitig Verwaltungsbeamter. Der Collector war ausschließlich mit der Eintreibung der Steuern beauftragt. Nach der Reform 1835 kam es zur Einteilung in Divisions unter Kommissaren (Commissioner). Divisions waren wiederum in meist vier oder fünf Districts unterteilt, deren gesamte Verwaltung und Polizei von einem District Officer oder Deputy Commissioner geleitet wurde. Oberster Beamter der Provinz war der Lieutenant governor, der sein Council mit zwei bis vier Mitgliedern im Wesentlichen selbst bestimmte. Eine eingeschränkte lokale Verwaltung bestand in Städten. Die Distrikte hatten eigene Councils, die sich um Wasserversorgung, Schulen u. ä. kümmerten und dies durch Gebühren und Oktroi finanzierten.
Die Landbesteuerung erfolgte ab 1861 vielfach nach dem Ryotwari-System. Mit den halbfeudalen Steuerpächtern der Mahraten-Zeit (jagirdar oder talukdar) wurden ab 1863 in den unter britischer Verwaltung stehenden Gebieten 20- bis 30-jährige settlements getroffen, sie wurden zu einfachen malzugar. 15 der feudalen Zamindare wurden nach 1863 zu eigenen Staaten aufgewertet. Die allgemeine Landvermessung war 1876 abgeschlossen, musste wegen Ungenauigkeiten ab 1885 wiederholt werden. In Berar galten die Bestimmungen des Ryotwari-Systems der Präsidentschaft Bombay.
Ein modernes Justizsystem wurde mit dem Indian Penal Code (1860) und einheitlichem Strafprozessrecht bis 1882 aufgebaut. Die Trennung von Judikative und Exekutive fand 1907 statt.
Die Indian Army hatte Kasernen in Jabalpur, Kamptee, Saugor, Sitabaldi und Pachmarhi. Es bestand eine 1.300 Mann starke Miliz, die Nagpur Volunteer Rifles. Eine moderne Polizei wurde 1861 aus der bestehenden Nagpur Irregular Force aufgebaut. Die separaten Stadtpolizeien wurden 1882 integriert. 1903 gab es 8.843 Polizisten, davon 95 beritten und 111 Mann Militärpolizei, geführt von 26 europäischen Offizieren. Von den Dörfern wurde ein Wachmann (kotwar) über eine Sondersteuer finanziert. Er fungierte mehr als Zuträger, aber auch als Standesbeamter. In jeder der 18 Distrikthauptstädte und Sironcha bestand ein Gefängnis, die der größten galten als Central Jail, geeignet für schwere Zwangsarbeit.
Bewässerungssysteme wurden staatlicherseits erstmals 1907 zu bauen begonnen, allerdings gab es vorher schon zahlreiche Staubecken in Nagpur. 1903 bestanden in den britischen Territorien 2500 Grundschulen, mit 267.000 Schülern und einem Mädchenanteil von 11 %, etwa dreimal so viele wie 1881. Weiter gab es 27 Sekundarschulen, 22 davon privat. In Jabalpur und Nagpur gab es drei Colleges mit jeweils unter 100 Schülern. Für die britischen und Mischlingskinder gab es 17 eigene Schulen, fast alle von Missionaren betrieben. Wie in anderen Teilen Indiens erfolgte erst nach dem Ersten Weltkrieg verstärkt der Aufbau einer staatlichen Gesundheitsverwaltung und eines allgemeinen (kostenpflichtigen) höheren Schulwesens. In Raipur bildete das Rajkumar College Fürstensöhne.
Nach 1919
Nach den Bestimmungen des Government of India Act von 1919 (in Kraft seit 1. April 1921) waren die Central Provinces einem nun dem Parlament in London verantwortlichen Gouverneur unterstellt, der auf fünf Jahre ernannt wurde. Beigegeben war ihm ein Council mit zwei bis vier ernannten Mitgliedern, das größere fiskalische Freiheiten erhielt. Sofern Inder gewisse Fragen entscheiden durften (devolved subjects), stellten sie zwei bis drei Fachminister. Die Provinz hatte ein Legislative Council, das im dreijährigen Turnus von den besitzenden Klassen gewählt wurde. Hinsichtlich der Fürstenstaaten und Divisions änderte sich nichts.
Die Kandidaten des Indian National Congress gewannen bei der Wahl 1937 die absolute Mehrheit und bildeten die Provinzregierung. Diese trat, wie alle anderen zum 30. Oktober 1939 zurück, da die Partei die britische Kriegserklärung an Deutschland nicht unterstützen wollte.

### Distrikte
Verwaltungsgliederung nach der Neuorganisation 1905, mit Bevölkerungszahl 1901:
Jabalpur Division, 48891 km² (= Jubbulpore)
| Distrikt | Fläche (km²) | Bevölkerung (Tsd.) |
| -------- | ------------ | ------------------ |
| Saugor   | 10222        | 469                |
| Dumah    | 7265         | 285                |
| Jabalpur | 10093        | 680                |
| Mandla   | 13039        | 318                |
| Seoni    | 8271         | 328                |

Nerbudda Division, 42475 km²
| Distrikt    | Fläche (km²) | Bevölkerung (Tsd.) |
| ----------- | ------------ | ------------------ |
| Narsinghpur | 5098         | 316                |
| Hoshangabad | 9484         | 447                |
| Nimar       | 11024        | 330                |
| Betul       | 9871         | 283                |
| Chhindwara  | 11948        | 408                |

Nagpur Division
| Distrikt  | Fläche (km²) | Bevölkerung (Tsd.) |
| --------- | ------------ | ------------------ |
| Wardha    | 6264         | 385                |
| Nagpur    | 9907         | 752                |
| Chanda    | 26202        | 581                |
| Bhanadara | 10230        | 664                |
| Balaghat  | 8081         | 325                |

Chhattisgarh Division, 54799 km²
| Distrikt    | Fläche (km²) | Bevölkerung (Tsd.) |
| ----------- | ------------ | ------------------ |
| Drug (Durg) | 10054        | 629                |
| Raipur      | 25362        | 1097               |
| Bilaspur    | 19613        | 917                |

### Fürstenstaaten
EinzelheitenHauptartikel einzelner Staaten.
Die meisten der Fürstenstaaten waren tributpflichtige feudatory states, deren Herrschern im, beim Amtsantritt jeweils neu übergebenen, Sendschreiben (sanad), die Erhaltung ihrer überkommenen Rechte zugesichert wurde. Keiner der Herrscher hatte das Recht auf elf oder mehr Schuss Salut, so dass sie nicht automatisch für einen Sitz in der 1921 geschaffenen Chamber of Princes qualifiziert waren.
Im Osten lag Bastar, flächenmäßig fast so groß wie Belgien, jedoch politisch vollkommen unbedeutend. Im Norden grenzte daran Kankar (= Kankur), im Südosten Jeypore, das, seit die Briten 1865 zu seinen Gunsten einen Gebietskonflikt entschieden hatten, mit Bastar verfeindet war. Das Gebiet war Schauplatz mehrerer Rebellionen von tribals, die ihre traditionelle Lebensweise im Wald durch das koloniale Wirtschaftssystem zerstört sahen. Die wichtigsten waren der Tarapur-Aufstand (1842–1854), die Meria-Rebellion (1842–1863), der Muria-Aufstand (1876) und der Bhumkal (1910). Erstmals nach dem Aufstand der Meria besuchten 1863 überhaupt Kolonialbeamte die Gegend. Sie widerlegten die Behauptung, dass dort Kannibalismus und Menschenopfer vorkämen, trotzdem findet sich Derartiges noch in seriöser Literatur bis zum Ersten Weltkrieg. Ab etwa 1927 planten die Administratoren, zuvorderst Verrier Elwin, die von den Tribals bewohnten Gebiete in Reservate zu verwandeln, um deren ursprüngliche Lebensart zu erhalten. 1941 konnten 0,1 % der Bevölkerung von Bastar lesen und schreiben. Kanker und Bastar wurden 1948 zum Distrikt Bastar zusammengefasst. Die östlichen Staaten kamen 1936 zur Eastern States Agency unter der Chhattisgarh States Agency.
Bei der Teilung Bengalens 1905 wurden die überwiegend hindisprachigen Staaten der Chota Nagpur States, nämlich Chang Bhakar, Jashpur, Korea, Surguja und Udaipur den Central Provinces zugeteilt. Dafür wurden die oriyasprachigen Bamra, Rairakhol, Sonpur, Patna und Kalahandi an die Orissa Tributary States sowie ein großer Teil des Distrikts Sambalpur abgegeben. Als die Eastern States Agency geschaffen wurde, die direkt der Zentralregierung unterstand, waren es die hindisprachigen unter den 16 Fürstenstaaten, die in diese ausgegliedert wurden. Bereits 1933 waren Makrai und Raigarh an die Bhopal Agency gegangen.
| Distrikt            | Fläche (km²)           | Bevölkerung (Tsd.)                | Herrschertitel, Anmerkungen |
| ------------------- | ---------------------- | --------------------------------- | --- |
| Makrai              | 400                    | 1882: 16; 1901: 13                | Raja, ethnischer Genozid, 30 % Verhungerte 1891–1901, in dem Jahr konnten 353 Einwohner lesen und schreiben, kontrolliert vom Deputy Commissioner des Distrikts Hoshangabad.                                                                                         |
| Bastar              | 35490                  | 1901: 306, 1941: 634              | Raja, der letzte war Pravir Chandra Bhanj Deo. Unterstand dem Agent in Sirodha. Siehe auch: Hauptartikel, Muria-Aufstand, Tarapur-Aufstand, Bhumkal. |
| Kanker              | 1891: 1643, 1901: 3686 | 1891: 63, 1901: 104               | Maharaja. |
| Nandgaon            | 2247                   | 126                               | Mahant, seit 1893 Raja Bahadur. Ursprünglich Familienpriester der Rajas von Nagpur, die 400 km² hielten. Durch Anerkennung von Zamindar-Rechten aufgewertet. Im 20. Jahrhundert Abbau von Eisenerz. Seit 2000 Distrikt Rajnandgaon.                                  |
| Khairagarh          | 2402                   | 1891: 166, 1901: 137,5, 1941: 157 | Zamindar, zum Raja aufgewertet, ethnischer Gond. Letzter Herrscher: Birendra Bahadur Singh (* 9. November 1914) im Amt 10. Dez. 1935. |
| Chhuikhadan         | 397                    | 26                                | Mahant, 1750 von Nagpur eingesetzt, nach dessen Lapse 1865 zum Staat aufgewertet. Letzter Herrscher Rituparn Kishore Das (* 1922). Tribut an die Briten (1941) 30000 Rs.                                                                                             |
| Kawardha            | 1891: 2288, 1901: 2059 | 1891: 66, 1901: 57,4, 1941: 73    | Thakur. Die Herren zur Kolonialzeit waren 1) Rajpal Singh (* 1849, reg. 11. Dezember 1874), 3) Dharmaraj Singh (* 18. August 1910, reg. 4. Februar 1920). Eine Seitenlinie des Geschlechts waren die Thakur von Pandaria (Bilaspur).                                 |
| Sakti               | 356                    | 1891: 22,8, 1901: 22,3            | Raja, Residenz in Sambalpur, deren Raja die Herrschaft verliehen hatte. Der 1836 geborene Ranjit Singh, dessen Rechte im selben Jahr britischerseits bestätigt wurden, amtierte ab 19. Juni 1850 über 45 Jahre.                                                      |
| Raigarh             | 3884                   | 1901: 175, 1941: 277,6            | Kam 1931 zur Bhopal Agency. Letzter Raja war Chakradhar Singh (* 19. August 1905), im Amt seit 15. Februar 1924, regierte nach Volljährigkeit ab 1927. |
| Sarangarh           | 1392                   | 1901: 79,9, 1941: 129             | Raja (Bahadur). 1941 von ø 260000 Rs Steuern 4500 Tribut an die Briten. Herren der Kolonialzeit 1) Partab Singh (= Raghubir, * ca. 1865, reg. 1870, † 1890); 2) Jawahir Singh (* 1888, im Amt 2. Oktober 1890, regierte 1941 noch); 3) Naresh Chandra Singh (* 1908) |
| Chang Bhakar        | 2332                   | 19                                | siehe Hauptartikel |
| Korea,              | 2408                   | 1901: 35, 1941: ca. 100           | Raja Ramanuj Pratap Singh (reg. 1925) war Mitglied der Chamber of Princes und nahm am „runden Tisch“ in London 1930-2 teil. siehe Hauptartikel. |
| Surguja (= Sirguja) | 15708                  | 1901: 351, 1941: 502              | Raja, Maharaja ab 1933. Hauptort Bisrampur, umbenannt in Ambikapur. siehe Hauptartikel |
| Udaipur             | 2714                   | 45,3                              | siehe Hauptartikel |
| Jashpur             | 5026                   | 132                               | siehe Hauptartikel |